# Raión de Krasni
El raión de Krasni (ruso: Кра́снинский райо́н) es un distrito administrativo y municipal (raión) ruso perteneciente a la óblast de Smolensk. Se ubica en el oeste de la óblast. Su capital es Krasni.
En 2021, el raión tenía una población de 11 647 habitantes.
El raión comprende las áreas rurales ubicadas al oeste de la capital regional Smolensk y es fronterizo al oeste con Bielorrusia.

## Subdivisiones
Comprende el asentamiento de tipo urbano de Krasni (la capital) y los asentamientos rurales de Gúsino, Maleyevo y Merlino. Estas cuatro entidades locales suman un total de 182 localidades.